# Limbda
Limbda, Limra o Limda fou un estat tributari protegit al prant de Gohelwar a l'agència de Kathiawar, presidència de Bombai. Estava format per 4 pobles amb tres tributaris separats. La superfície era de 18 km² i la població el 1881 de 1.839. La capital, Limbda, estava a uns 29 km a l'oest-nord-oest de Songad i 60 km a l'oest de Bhavnagar. Els ingressos s'estimaven en 2500 lliures i el tribut era de 93 lliures pel Gaikwar de Baroda i de 27 lliures pel nawab de Junagarh.